# HD211856
HD211856 — хімічно пекулярна зоря спектрального класу F2, що має видиму зоряну величину в смузі V приблизно  7,6.
Вона  розташована на відстані близько 970,7 світлових років від Сонця.